# 色提力乡
色提力乡，是中华人民共和国新疆维吾尔自治区喀什地区英吉沙县下辖的一个乡镇级行政单位。

## 行政区划
色提力乡下辖以下地区：
江尕勒霍依拉村、莫木鲁克吾斯塘博依村、喀力加克村、帕其英也尔村、诺贝希比纳木村、霍加库勒村、吾斯坦博依村、砍特艾日克村、夏库勒都麻村和托万霍依拉村。